# Bagnères-de-Luchon
Bagnères-de-Luchon, ibland bara Luchon är en stad och kommun i departementet Haute-Garonne i regionen Occitanien i sydvästra Frankrike. Staden ligger vid foten av de centrala Pyrenéerna cirka 140 km syd-sydväst om Toulouse. År 2022 hade Bagnères-de-Luchon 2 081 invånare.
Bagnères-de-Luchon vari tidigare en mycket populär kurort, i slutet av 1920-talet hade man omkring 15.000 gäster per år. I närheten av staden finns flera mangan- och vismutgruvor.

## Befolkningsutveckling
Antalet invånare i kommunen Bagnères-de-Luchon
Referens:INSEE